# Jean Célestin Édjangué
Jean Célestin Édjangué est un écrivain, historien et journaliste camerounais. 

## Biographie
Jean Célestin Édjangué a obtenu une maîtrise en histoire à l'université d'Angers en 1992 et une licence en sociologie à l'université de Nantes en 2002. Il est correspondant et reporter pour le journal camerounais Le Messager en Europe. Il a créé Newsafrica24, qui est un site d'informations en ligne. Il œuvre pour la protection de l'environnement et à la sensibilisation de la jeunesse africaine aux défis et aux enjeux écologiques. Journaliste engagé, il milite auprès de la jeunesse d'Afrique et du monde sur le rôle des médias dans la lutte contre le dérèglement climatique.   

## Publications
- Les colères de la faim : Pourquoi l'Afrique s'est embrasée en 2008, Paris, L'Harmattan, 2010.
- Cameroun, un volcan en colère, Paris, L'Harmattan, 2010.
- La République des sans-souci (coll. « Écrire l'Afrique »), roman, Paris, L'Harmattan, 2014.
- Éducation à l'environnement en Afrique, Paris, L'Harmattan, 2014.
- (avec Isabelle Da Piedade) Conakry, cité du livre, Paris, L'Harmattan Guinée, 2019, 272 p.
- Urgence climatique et développement en Afrique, Paris, L'Harmattan, 2020.
- Jeunes d'Afrique, jeunes du monde, Paris, L'Harmattan,  2020.
- Génération Covid : une jeunesse tournée vers l'avenir, Paris, L'Harmattan Guinée, 2022, 160 p.  (ISBN 978-2-14-031080-5)